# 18-й горный армейский корпус (вермахт)
18-й горный армейский корпус (нем. XVIII. Gebirgskorps) — создан 1 ноября 1940 года на основе 18-го армейского корпуса.

## Боевой путь корпуса
В апреле 1941 года корпус в составе 12-й армии участвовал в Греческой кампании. До конца 1941 года дислоцировался в Сербии.
С мая 1942 года на германо-советском фронте (на Мурманском направлении), в составе 20-й горной армии.
В январе 1945 года отступил на север Норвегии, в феврале 1945 года штаб корпуса переправлен в Западную Пруссию, в состав группы армий «Висла».

## Состав корпуса
В сентябре 1941:
- 5-я горнопехотная дивизия
- 164-я пехотная дивизия
- 713-я пехотная дивизия

В августе 1942:
- 6-я горная дивизия СС «Норд»
- 7-я горнопехотная дивизия
- 163-я пехотная дивизия

В декабре 1943:
- 6-я горнопехотная дивизия СС «Норд»
- 7-я горнопехотная дивизия

В сентябре 1944:
- 6-я горнопехотная дивизия СС «Норд»
- 7-я горнопехотная дивизия
- 140-я запасная дивизия (один горнопехотный полк и сапёрная рота)
- 8-я горнопехотная дивизия(в ноябре переименова 8гор.ег.бр)

В марте 1945:
- 32-я пехотная дивизия
- 215-я пехотная дивизия

## Командующие корпусом
- с 1 ноября 1940 — генерал горных войск Франц Бёме
- с 10 декабря 1943 — генерал горных войск Карл Эгльзер (погиб 23 июня 1944 в авиакатастрофе)
- с 24 июня 1944 — генерал пехоты Фридрих Хохбаум